# Gephyromantis ventrimaculatus
Gephyromantis ventrimaculatus is een kikker uit de familie gouden kikkers (Mantellidae). De soort werd voor het eerst wetenschappelijk beschreven door Fernand Angel in 1935. De soort behoort tot het geslacht Gephyromantis.

## Leefgebied
De kikker is endemisch in Madagaskar. De soort komt voor in het oosten en zuidoosten van het eiland en leeft in de subtropische bossen van Madagaskar op een hoogte van 50 tot 1050 meter boven zeeniveau. De soort komt ook voor in nationaal park Andasibe Mantadia.

## Synoniemen
- Laurentomantis ventrimaculata (Angel, 1935)
- Mantidactylus ventrimaculatus (Angel, 1935)
- Trachymantis malagasia subsp. ventrimaculatus Angel, 1935
- Trachymantis ventrimaculata (Angel, 1935)